# آنیتا سوپرسون
آنیتا سوپرسون یک استاد فلسفه آمریکایی در دانشگاه کنتاکی است. او همچنین استاد کرسی چرچیل همفری و الکس پی همفری در دانشگاه واترلو در ترم تحصیلی زمستان ۲۰۱۳ بود.

## تحصیلات و شغل
سوپرسون در سال ۱۹۸۱ لیسانس زیست‌شناسی را از دانشگاه دوپال دریافت کرد و مدرک کارشناسی ارشد خود را در فلسفه (با گرایش اخلاق پزشکی) از دانشگاه تنسی، ناکسویل در سال ۱۹۸۵ و دکترای فلسفه خود را از دانشگاه ایلینوی در شیکاگو در ۱۹۸۹ اخذ نمود.
سوپرسون در حال حاضر استاد فلسفه در دانشگاه کنتاکی است که از سال ۱۹۹۲ در آنجا به تدریس اشتغال و فعالیت داشته‌است او یکی از اعضای هیئت علمی گروه مطالعات جنسیت و زنان در دانشگاه کنتاکی است. او همچنین دارای کرسی استادی مدعو چرچیل همفری و الکس پی همفری در فلسفه فمینیستی در دانشگاه واترلو برای نیمسال تحصیلی زمستان ۲۰۱۳ بوده‌است او همچنین در سال ۲۰۰۸ یک کرسی استادی مدعو در دانشگاه میشیگان، آن آربور داشت. او قبل از انتصاب فعلی خود، استادیار دانشگاه ایالتی کانزاس بود و همچنین در دانشگاه ایلینویز در شیکاگو و دانشگاه تنسی، ناکسویل تدریس می‌کرد.

## حوزه‌های تحقیقاتی
تحقیقات سوپرسون ابزارهای فلسفه تحلیلی را بر روی موضوعات ارائه شده توسط فمینیسم، به ویژه آن دسته از موضوعاتی که در تلاقی فمینیسم با اخلاق قرار دارند، به ارمغان می‌آورد و بررسی می‌کند. او به ویژه به موضوعات شکاکیت اخلاقی، اقتدار اخلاقی یا الزام گرایی، درون‌گرایی/برون‌گرایی، مسئولیت پذیری، عاملیت، تمایلات تغییر شکل یافته، امتیازات اجتماعی، شر و غیراخلاقی، و خودمختاری بدنی علاقه‌مند است. آثار اخیر او تلاش می‌کند تأثیری را که فمینیسم تحلیلی بر فلسفه جریان اصلی در سال‌های اخیر گذاشته‌است، مستند کند.

## انتشارات
سوپرسون یک کتاب نوشته‌است - شکاک اخلاقی، که در سال ۲۰۰۹ منتشر شد او همچنین دو مجموعه را ویرایش کرده‌است. بیرون از سایه‌ها: مشارکت‌های تحلیلی فمینیستی به فلسفه سنتی و واکنش نظریه‌پردازی: تأملات فلسفی در مورد مقاومت در برابر فمینیسم، همچنین وی تعدادی مقاله با همکاری دیگر محققان فلسفه اجتماعی منتشر کرده‌است. سوپرسون همچنین از سال ۲۰۰۶ در هیئت تحریریه مجله آموزش فلسفه بوده‌است و یکی از سردبیران موضوعی برای مدخل‌های مرتبط با فمینیسم در دائرةالمعارف فلسفه استنفورد است.

### شکاک اخلاقی
شکاک اخلاقی برخوردی است با ایده شکاکیت اخلاقی از دیدگاه فمینیستی. در آن، اگرچه سوپرسون تشخیص می‌دهد که در مفهوم نظریه توجیه مشکلات ذاتی وجود دارد، اما سوپرسون همچنان این ایده را دنبال می‌کند و معتقد است که می‌توان نظریه توجیه را یکی از محورهای اساسی علوم فلسفه دانست که نمی‌توان آن را کنار گذاشت و علیرغم مشکلاتش، نشان می‌دهد که اخلاقی بودن در بررسی‌های فلسفی منطقی است. اثری که باعث می‌شود مردم واقعاً به شیوه ای اخلاقی رفتار کنند. سوپرسون معتقد است که نمی‌توان با استدلال در مورد مطلوبیت انجام اعمال اخلاقی به‌صورت فردی بدون در نظر گرفتن انگیزه‌های فردی برای انجام آن اعمال، از اخلاق حمایت کرد و معتقد است که عقلانی بودن اعمال و عقلانی بودن انگیزه آن‌ها باید در کنار یکدیگر ارزیابی شوند.
سوپرسون از دید رایج شک اخلاقی سنتی به عنوان یک بازیگر نظری انتقاد می‌کند که می‌پرسد "چرا باید به شیوه ای اخلاقی عمل کنم؟". سوپرسون معتقد است که این مدل دو واقعیت مهم را نادیده می‌گیرد: اول اینکه مردم اغلب از امتیازات به گونه‌ای بهره می‌برند که نمی‌توان آن‌ها را در خارج از یک مسئله اجتماعی بررسی و تحلیل کرد، و دوم اینکه ترجیحات خود فرد شکاک اخلاقی نظری ممکن است با تجارب ظالمانه‌شان تغییر شکل دهد (و بنابراین تحقق آنها ممکن است در واقع نفع شخصی آنها را به حداکثر برساند) سوپرسون پیشنهاد می‌کند که شکست دادن شک اخلاقی مستلزم اثبات این است که عمل امتیاز دادن به خود بر دیگران غیرمنطقی باشد.
سوپرسون قصد دارد خواننده را متقاعد کند که ظلم نه تنها غیراخلاقی بلکه غیرمنطقی است و معتقد است که این اثبات ممکن است افراد را از رفتار ظالمانه بازدارد. این تز توسط دیگر اخلاق‌گرایان فمینیستی مورد انتقاد قرار گرفته‌است که معتقدند به اندازه کافی با دنیای واقعی ارتباط ندارد زیرا این واقعیت را نادیده می‌گیرد که افراد اغلب به شیوه‌های غیرمنطقی رفتار می‌کنند و اغلب حتی اگر به غیرمنطقی بودن خود پی ببرند به رفتار خود ادامه می‌دهند.